# نیدرشاخ
نیدرشاخ (به آلمانی: Niedereschach) یک شهر در آلمان است که در شوارتسوالد-بار واقع شده‌است. نیدرشاخ ۶٬۰۵۸ نفر جمعیت دارد.